# Лук Маклин
Лук Маклин (енгл. Luke McLean; 29. јун 1987) професионални је рагбиста и италијански репрезентативац, који тренутно игра за Бенетон. Висок је 190 цм, тежак је 95 кг и игра на позицији број 15 - аријер. Рођен је у Квинсленду у Аустралији, мајка му је Италијанка. Студирао је на "St. Laurence's College". Играо је за Перт Спирит (4 утакмице, 16 поена), Калвизиано 2007-2009 (39 утакмица, 80 поена), Бенетон 2009-2014 (81 утакмица, 71 поен), Сејл Шарксе 2014-2015 (11 утакмица, 10 поен). Лета 2015. поново је потписао за Бенетон. Прошао је млађе селекције Аустралије, са младом репрезентацијом Аустралије до 19 година, освојио је светско првенство. Дебитовао је за Италију 21. јуна 2008 против "спрингбокса". За Италију је до сада одиграо 75 тест мечева и постигао 74 поена.